# John Mackenzie, lord MacLeod
John Mackenzie, lord MacLeod, född 1726, död den 2 april 1789 i Edinburgh, var en skotsk militär, en tid i svensk tjänst. Han var son till George Mackenzie, 3:e earl av Cromartie.
MacLeod deltog liksom fadern i den jakobitiska resningen 1745–1746, togs till fånga, men benådades 1748, dock liksom fadern med förlust av titlar och gods. MacLeod for utrikes, kom 1749 med rekommendationsbrev från fältmarskalk Keith i Berlin till svenska hovet och blev 1750 kapten i svenska armén vid hertig Fredrik Adolfs regemente. Han avancerade 1755 till major, var en tid i preussisk tjänst som adjutant åt Keith (1757), deltog i svensk tjänst i Pommerska kriget, blev 1765 överstelöjtnant och 1773 överste vid Björneborgs regemente, fick 1778 generalmajors avsked och återvände till hemlandet. Åren 1779–1783 var MacLeod överste för ett av honom uppsatt höglandsregemente, som stationerades i Madras, blev 1783 engelsk generalmajor och återfick 1784 släktgodsen. På svenska riddarhuset introducerades han efter naturalisation 1756 (adliga ätten Mackenzie af Macleod, som utgick med honom).